# Isidor Hörlin
Mauritz Isidor Hörlin, född 1869 i Stockholm, död där 9 oktober 1933, var en svensk arkitekt och möbelformgivare.

## Biografi

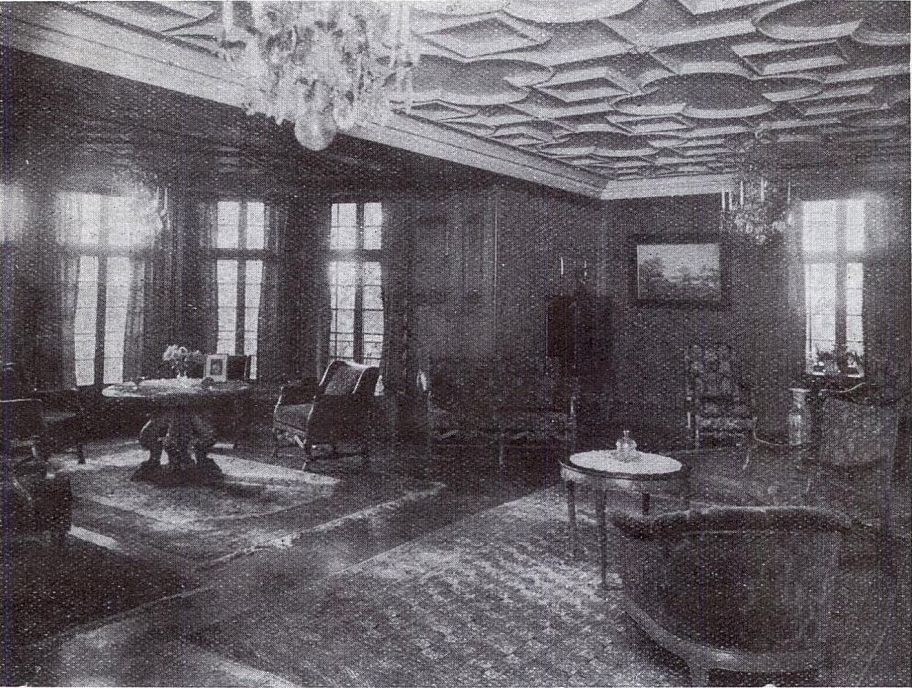
Musik- och sällskapsrum i Bromma inrett av Hörlin.

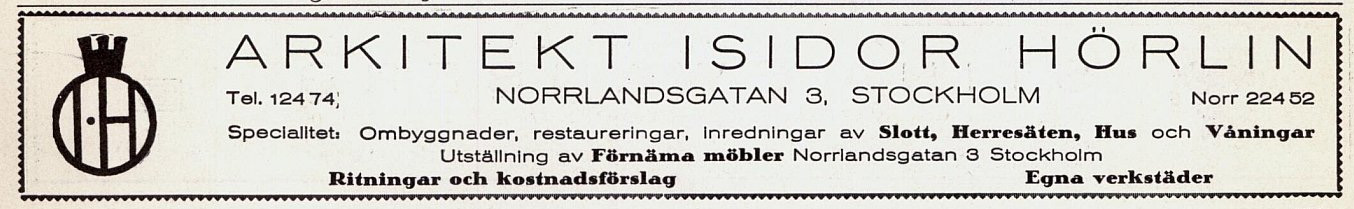
Annons 1928

Hörlin var son till svarvaren Johan Fredrik Hörlin och dennes hustru Matilda Lovisa. Han var i unga år anställd hos Max Sachs och hos Nordiska Möbleringsbolaget. Han erhöll svenska statens resestipendium och företog en studieresa i Europa för att studera moderna stilarter och invändig arkitektur. 1906 startade han egen firma inom heminredning. Han specialiserade sig på ombyggnader och restaureringar och patenterade även en metod för tillverkning av paneler. Han inredde en mängd kända hem, bland annat Balingsholm och Ivar Krügers på Villagatan. Till Krügers Tändstickspalatset ritade han möbler, liksom till hertigparet på Sofiero. Han står bakom ombyggnaderna av Villa Nilsbo i Sundbyberg och  Löberöds slottskyrka. Han ritade C. Emil Haegers gravvård i Lilla Edet
Hörlin var styrelseledamot i Konstnärsringen och även klubbmästare Konstnärsklubben. Han är begravd på Norra begravningsplatsen utanför Stockholm.